# Atteva hysginiella
Atteva hysginiella is een vlinder uit de familie Attevidae. De wetenschappelijke naam van de soort werd in 1861 gepubliceerd door Wallengren.